# アベニューH駅
アベニューH駅（英: Avenue H）はブルックリン区のアベニューHと東16丁目交差点西側に位置するニューヨーク市地下鉄BMTブライトン線の駅である。Q系統が終日停車する。

## 駅構造
| P ホーム階 | 相対式ホーム、右側ドアが開く | 相対式ホーム、右側ドアが開く |
| P ホーム階 | 北行緩行線                   | ← 96丁目駅行き（ニューカーク・プラザ駅） |
| P ホーム階 | 北行急行線                   | ← 平日：通過 |
| P ホーム階 | 南行急行線                   | → 平日：通過 → |
| P ホーム階 | 南行緩行線                   | → コニー・アイランド-スティルウェル・アベニュー駅行き（アベニューJ駅）→                                                                                              |
| P ホーム階 | 相対式ホーム、右側ドアが開く | |
| G          | 地上階                       | 出入口 |
| G          | 駅舎                         | 改札口、駅員詰所、メトロカード自動券売機 南行ホームのみ：アベニューHと東15丁目の交差点北にスロープあり 北行ホームのみ：アベニューHと東16丁目の交差点南にスロープあり |

駅は相対式ホーム2面4線で、平日に運転されるB系統は急行線を走り駅には停車しない。また、線内の盛土駅では最北端に当たる。

### 出口
駅舎は2か所ある。線路東側、アベニューH南側に終日営業の改札がある。これは2004年にニューヨーク市歴史建造物に指定された。また、線路下のアンダーパスに直結する出口専用改札もある。
また、西側には無人改札があり、アベニューH北側に接続している。これは2009年から2011年にかけて実施された改修工事で新設されたもので、地上とは階段とスロープで接続している。
このため、南行ホームのみADAに準拠している。その後、2021年には北行ホームにもスロープを設け、両ホームが障害者対応となった。

## 周辺施設
- ブルックリン大学[5]
- ミッドウッド高校[5]